# Association des zoos et aquariums (Amérique du Nord)
Ne doit pas être confondu avec Association des zoos et aquariums (Océanie).
 (décembre 2016).
L'Association des zoos et aquariums, en anglais Association of Zoos and Aquariums (AZA), précédemment nommée Association américaine des zoos et aquariums (American Zoo and Aquarium Association), est une organisation sans but lucratif dédiée à favoriser l'avancement des parcs zoologiques et des aquariums nord-américains dans les domaines de la conservation, de l'éducation, de la science et des loisirs.

## Organisation et objectifs
Les statuts de l'organisation énoncent que : 
- L'AZA  utilise son accréditation d'institution, ses initiatives dans les soins aux animaux, ses programmes d'éducation et de conservation, sa recherche de collaboration et son lobbying politique en vue d'atteindre cet objectif.
- L'AZA sert d'organisme d'accréditation pour les zoos et les aquariums et garantit que les installations accréditées atteignent des normes plus élevées de soins aux animaux que ne l'exige la loi américaine. Il y a plus de 200 institutions accréditées par l'AZA. Les institutions membres sont évaluées tous les cinq ans afin d'assurer le respect des normes de l'AZA et pour maintenir l'accréditation accordée par l'AZA.
- L'Association facilite également les plans pour la survie des espèces SSP, qui sont des plans de gestion en  captivité de la diversité génétique des populations de diverses espèces menacées.

## Historique
L'AZA a été fondée en 1924 et a commencé comme l'Association américaine des parcs zoologiques et aquariums (AAZPA ou American Association of Zoological Parks and Aquariums). L'organisme a été créé pour fournir un forum professionnel pour le personnel des zoos et des aquariums nord-américains afin de discuter de leurs animaux. En 1971, l'AAZPA acquit un statut indépendant et a commencé à travailler à la conservation des animaux.

## Accréditation
L'Association américaine des zoos et des aquariums a élaboré une définition pour les jardins zoologiques et aquariums dans le cadre de ses normes d'accréditation : « Une institution culturelle permanente qui possède et maintient en captivité des animaux sauvages qui représentent plus qu'une collection de marque et, sous la direction d'un personnel professionnel, fournit des soins appropriés à sa collection et les exposent d'une manière esthétique au public sur une base régulière. Ils doivent également être définis comme ayant pour activité principale l'exhibition, la conservation et la préservation de la faune de la Terre d'une manière éducative et scientifique ».